# Oppdal
Oppdalⓘ ist eine Kommune (Gemeinde) der mittelnorwegischen Provinz Trøndelag.

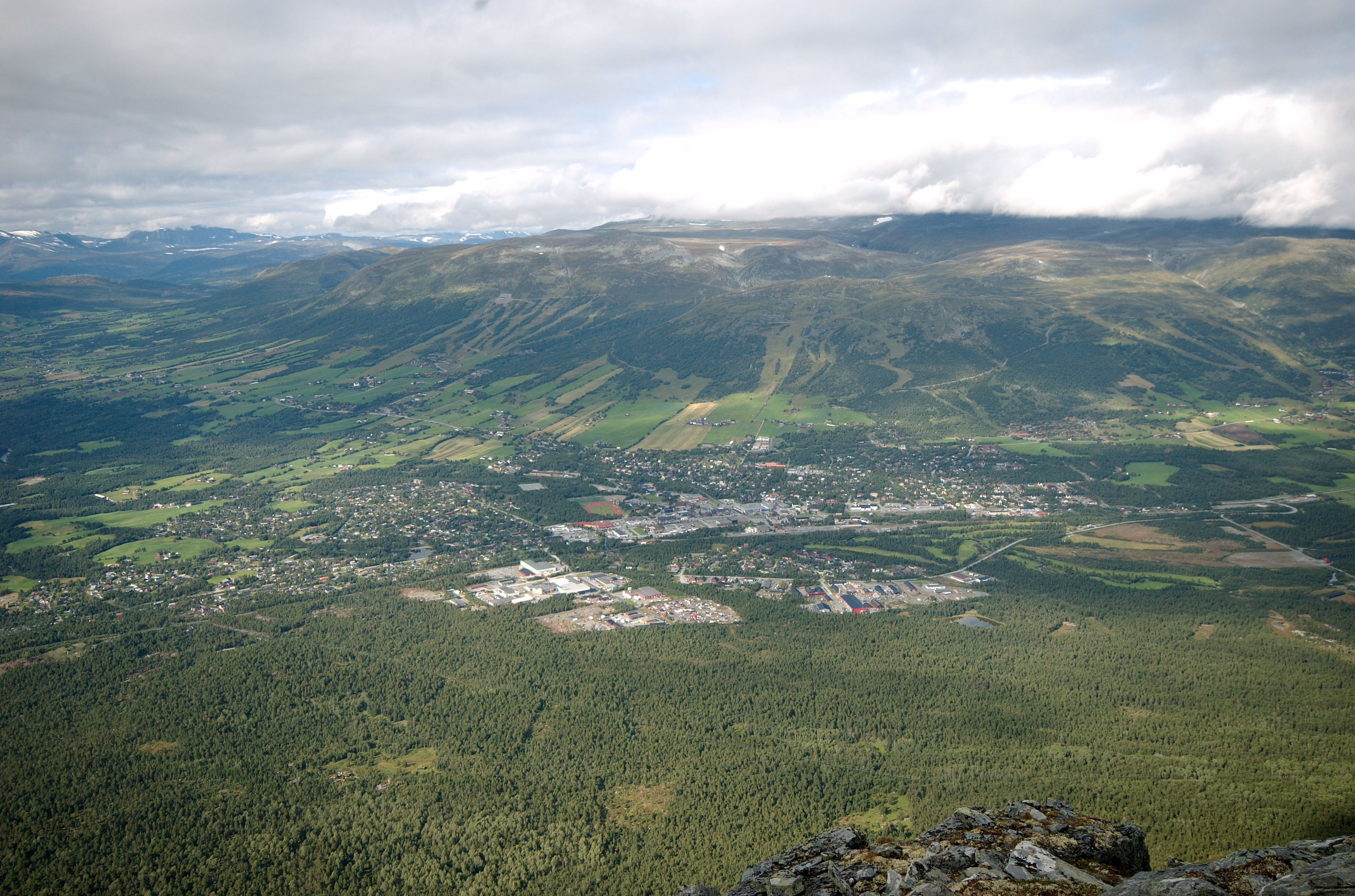
Oppdal

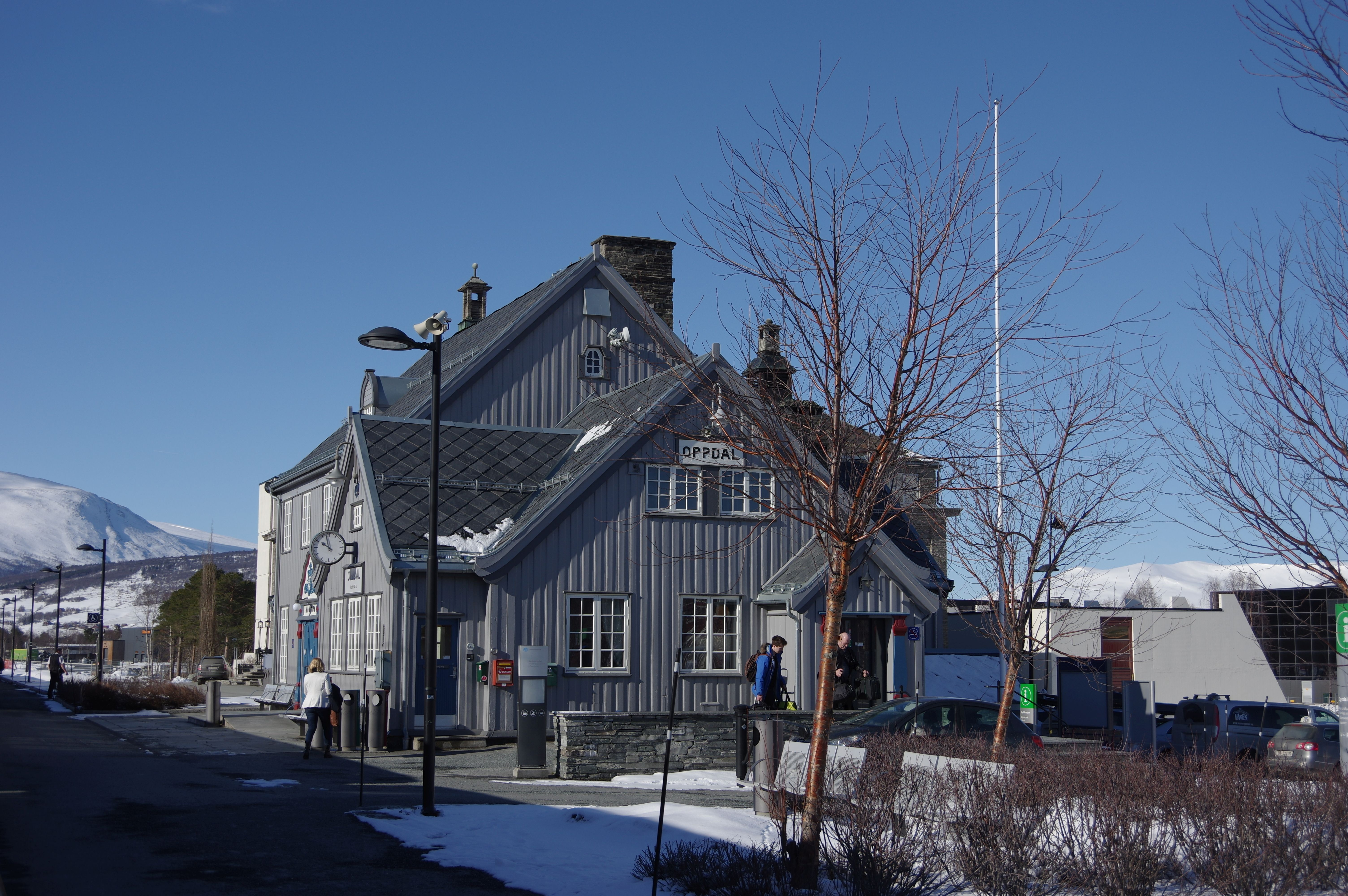
Bahnhof von Oppdal

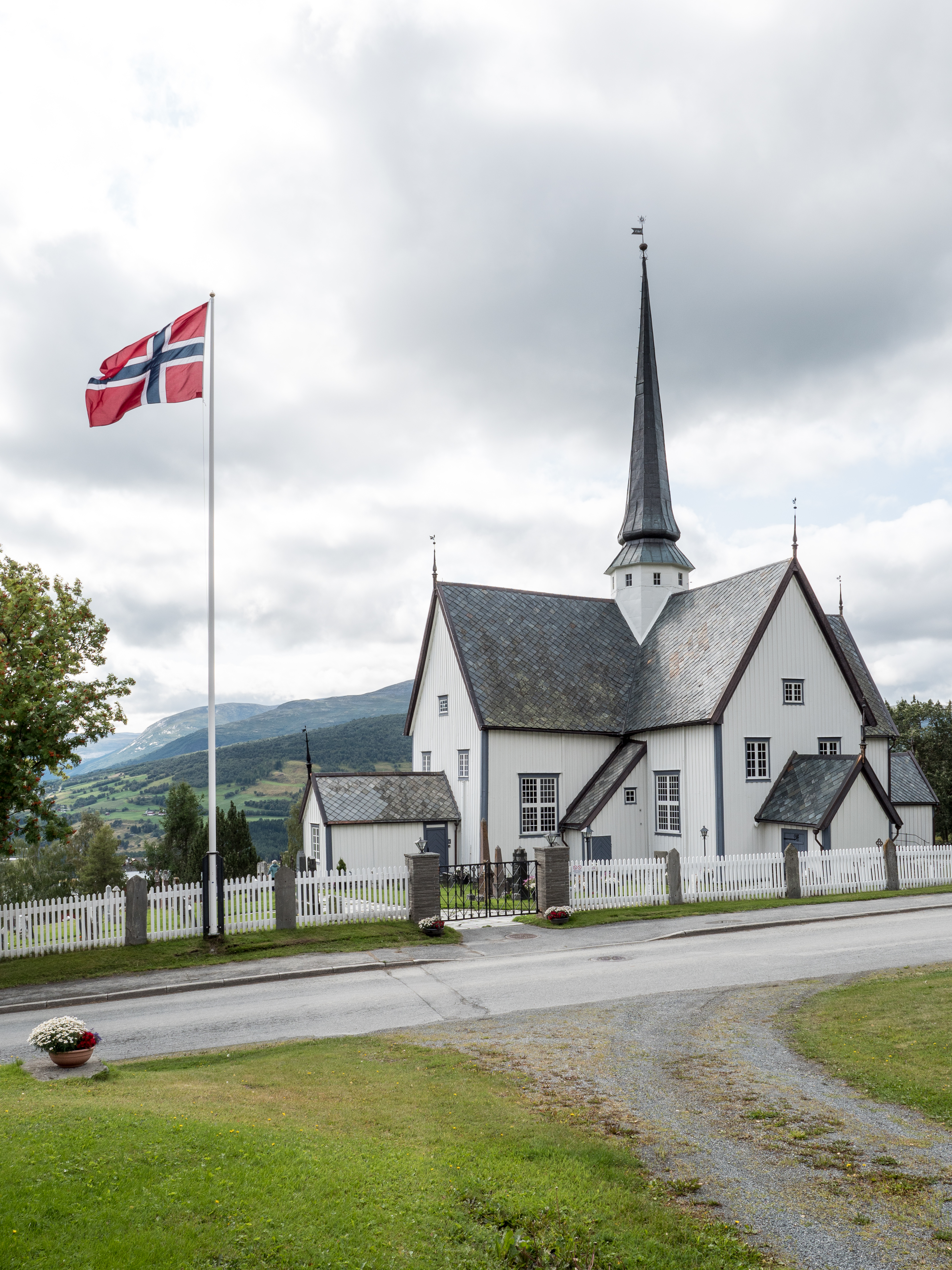
Kirche von Oppdal

Sie liegt am Fuß des Gebirgszugs Dovrefjell am See Ångardsvatnet. Kulturell sehen sich die Bewohner Oppdals weniger Trøndelag zugehörig; vielmehr bestehen traditionell enge Verbindungen zu den angrenzenden Gemeinden Folldal in der Provinz Hedmark und Dovre in der Provinz Oppland.
Haupterwerbszweige sind Skitourismus und Landwirtschaft. Mit mehr als 45.000 Schafen hat Oppdal die größte Anzahl von Schafen in ganz Norwegen. Die Skigebiete umfassen unter anderem 82 km Skilanglaufloipen. Der Ort hat einen Bahnhof an der Dovrebahn.
Ein Gutteil der Gemarkung liegt oberhalb der Baumgrenze, und das Klima ist selbst für norwegische Verhältnisse ausgesprochen rau. Die Täler sind mit Kiefern und Birken bewachsen. Es gibt mehrere Seen. Besonders malerisch liegt der Gjevilvatnet.
Insgesamt 1.161 km² der Gemeinde sind seit langer Zeit eine Almende der Bauern der Region, was ihnen Fisch- und Jagdrechte garantiert.
In Vang, am Westrand des Orts Oppdal, befindet sich das größte Gräberfeld in Norwegen. Es stammt aus der Wikingerzeit.

## Sehenswürdigkeiten
Die Kirche von Oppdal wurde um 1650 errichtet und 1651 geweiht. Es ist eine Kreuzkirche und steht im Ostteil Vang. Sehenswert ist ihr Inneres im üppigen Knorpelbarockstil.
Das Freilichtmuseum umfasst 34 historische Bauten.

## Persönlichkeiten
- Sverre Stensheim (1933–2022), Skilangläufer
- Håkon Mjøen (* 1944), Skirennläufer
- Günther Roeder (1946–2015), Maler, Gerichtszeichnung und Karikaturist
- Erik Håker (* 1952), Skirennläufer
- Ingebrigt Håker Flaten (* 1971), Jazzbassist
- Markus Høiberg (* 1991), Curler